# ASUS
ASUS, oficjalnie ASUSTeK Computer Inc. – tajwańskie przedsiębiorstwo zajmujące się produkcją elektroniki, głównie: płyt głównych, kart graficznych, laptopów, smartfonów, tabletów, komputerów stacjonarnych oraz napędów optycznych.

## Historia

### Geneza nazwy
Przedsiębiorstwo zostało założone w 1989 roku w Republice Chińskiej przez T.H. Tung, Ted Hsu, Wayne Hsieh i M.T. Liao – wszyscy czterej byli informatykami w firmie Acer. Przedsiębiorstwo tak tłumaczy pochodzenie nazwy: „Nazwa ASUS pochodzi od czterech ostatnich liter słowa Pegasus (Pegaz) – skrzydlatego konia z greckiej mitologii reprezentującego inspirację sztuki i nauki. ASUS uosabia siłę, kreatywność i czystość, których symbolem jest owo dostojne, mitologiczne stworzenie. Poprzez każdy produkt wypuszczony na rynek, firma wzbija się na nowe szczyty jakości i innowacyjności”.

### Produkcja
W 2004 roku ASUS sprzedał więcej płyt głównych niż trzej pozostali rywale razem wzięci, osiągając liczbę 30 milionów sztuk. Liczba ta zawiera także produkty wytworzone dla innych firm. W 2005 roku produkcja firm ASUS, ECS, Gigabyte Technology i MSI osiągnęła poziom 106,6 miliona sztuk, z czego ASUS wyprodukował 52 miliony sztuk, ECS 20 milionów, MSI 18 milionów, a Gigabyte 16,6 miliona. W 2006 roku ASUS wyprodukował 55 milionów płyt głównych. Obrót w tym okresie wyniósł 16,5 mld USD.
ASUS produkuje także laptopy, monitory i komponenty dla innych korporacji, takich jak: Sony (PlayStation 2), Apple Inc. (iPod, iPod Shuffle, MacBook), Alienware, Falcon Northwest, Hewlett-Packard i Compaq.

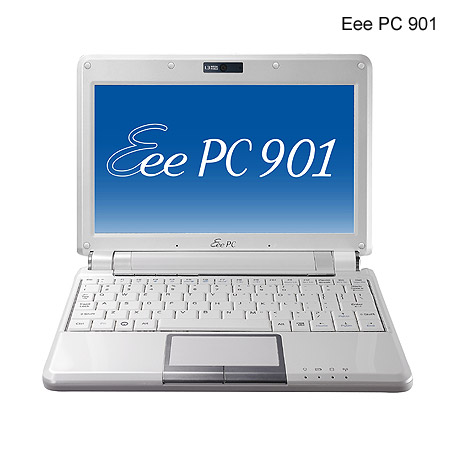
ASUS EEE PC, 2008
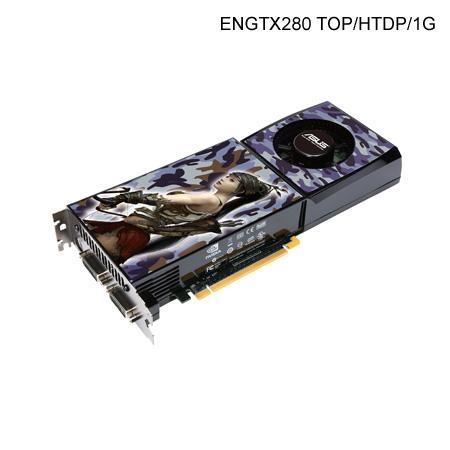
Karta graficzna ASUS ENGTX280 TOP/HTDP/1G, 2008
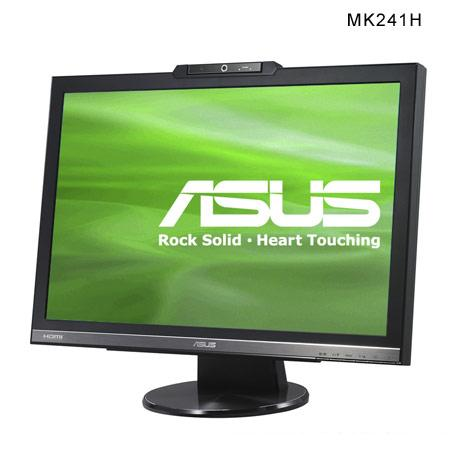
Monitor LCD MK241H, 2008
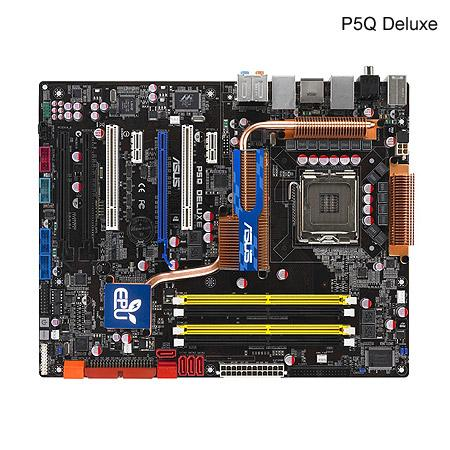
Płyta główna ASUS P5Q Deluxe, 2008
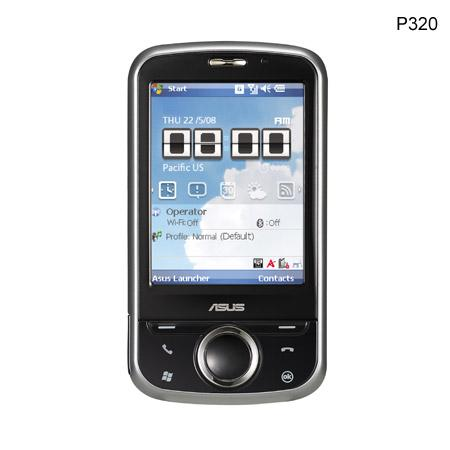
Telefon ASUS P320, 2008
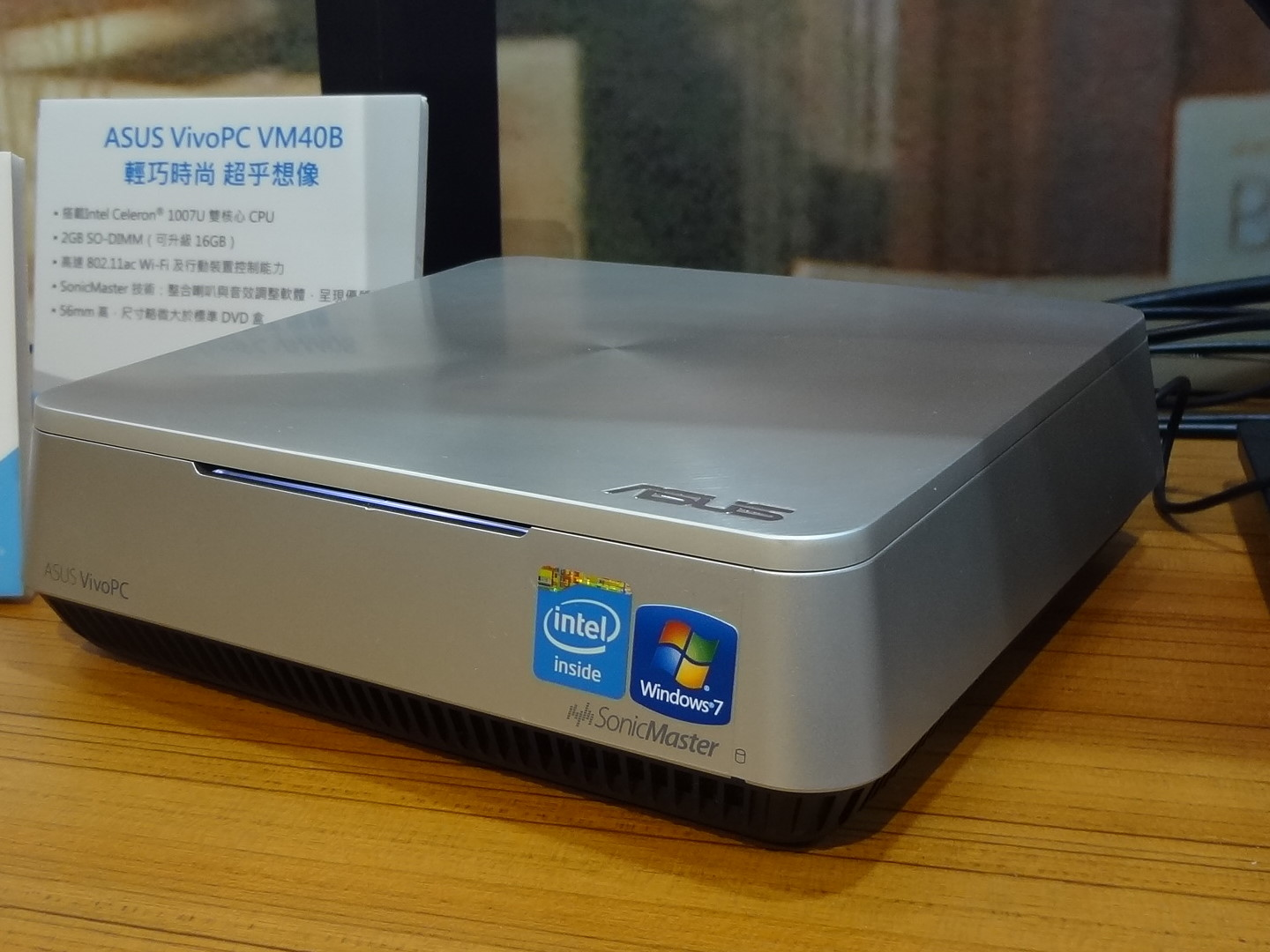
ASUS VivoPC VM40B, 2013
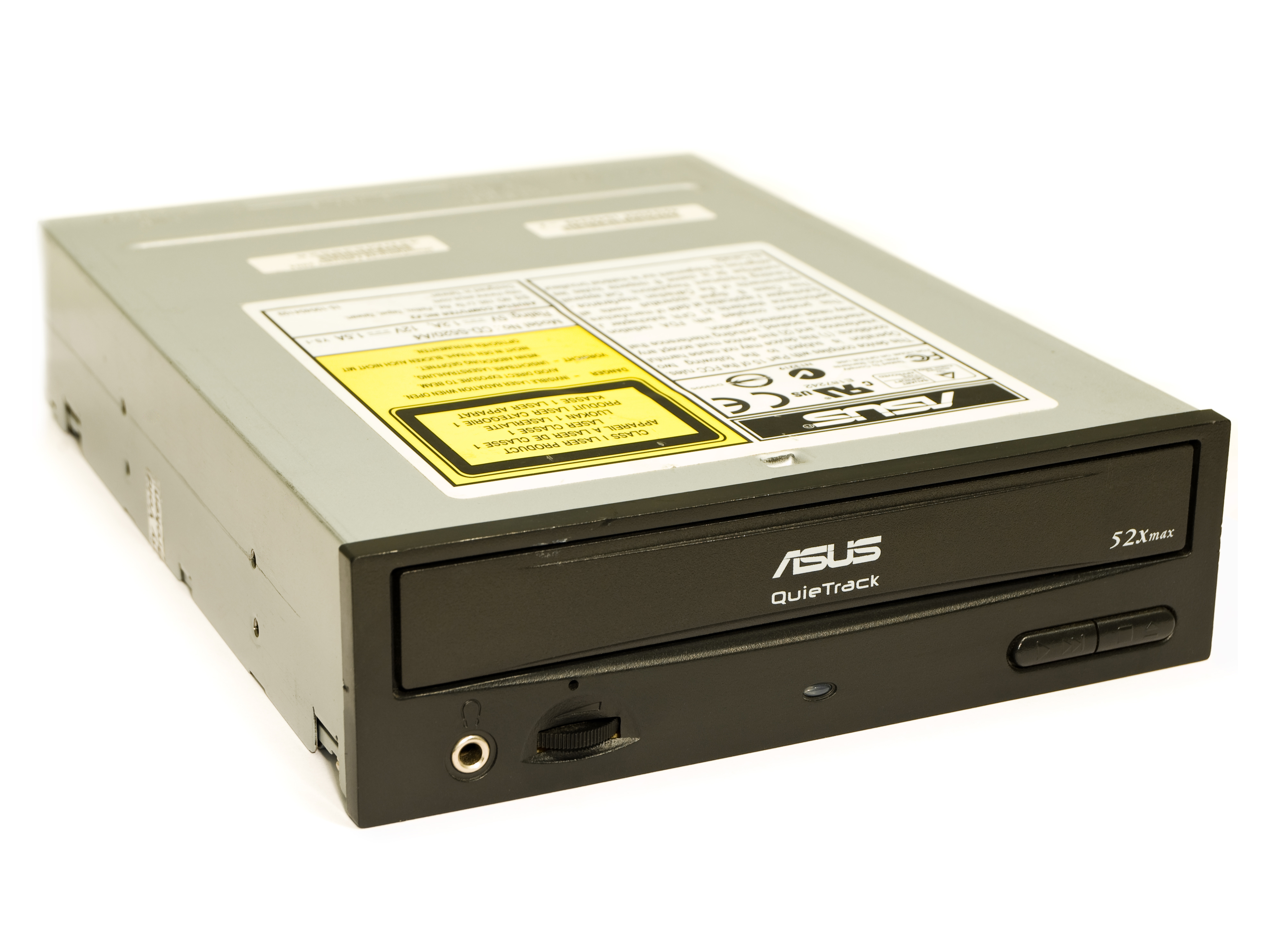
ASUS CD-ROM CD-S520/A4
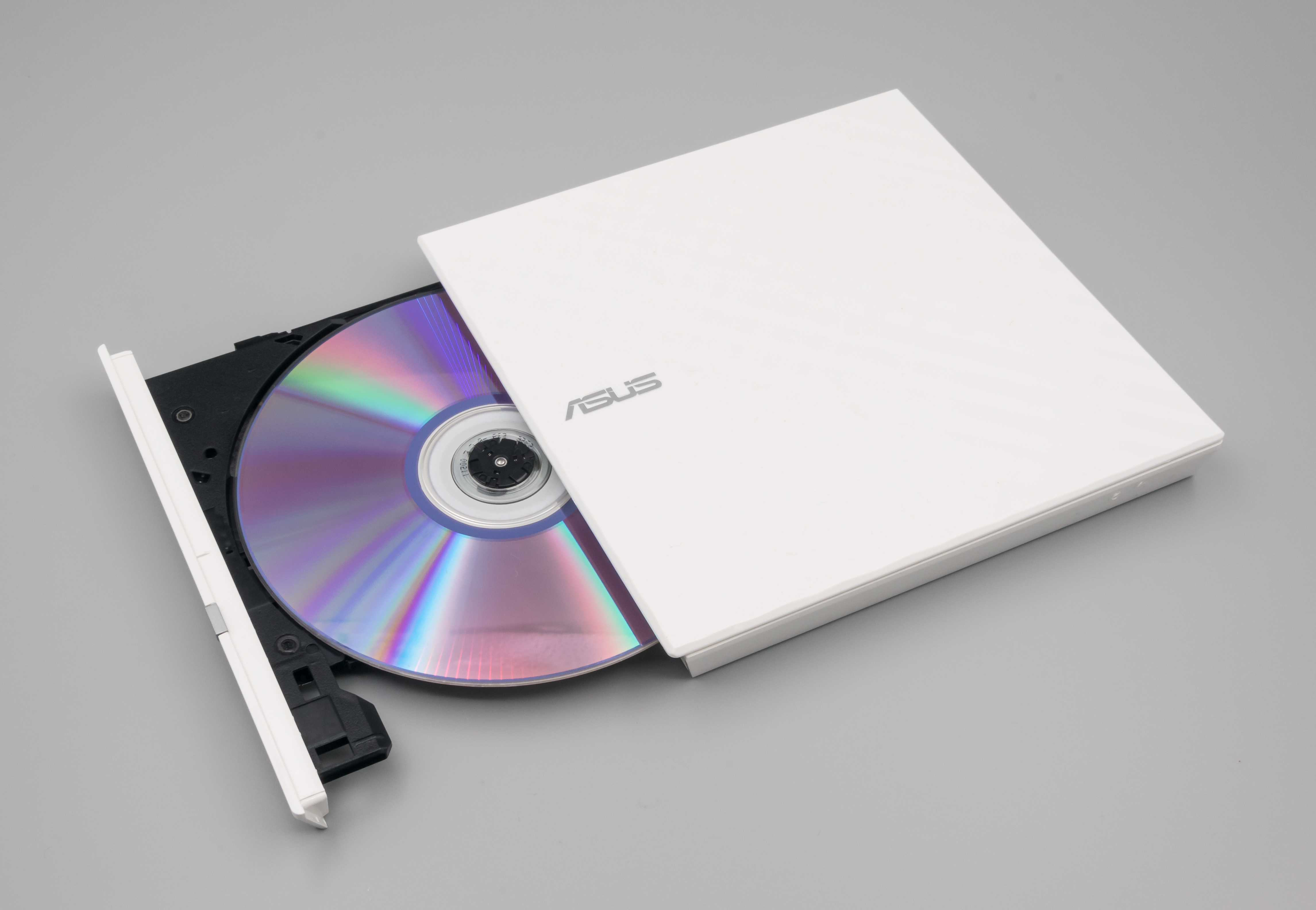
Nagrywarka DVD-RW Asus SDRW-08D2S-U

### Kalendarium
- 1990: początek firmy ASUS, wprowadzenie kart graficznych i płyt głównych,
- 1996: pierwsza publiczna emisja akcji spółki na Tajwańskiej Giełdzie,
- 1997: wprowadzenie laptopów ASUS i napędów optycznych,
- 2003: wprowadzenie PDA ASUS do telefonów komórkowych,
- wrzesień/październik 2003: debiut na rynku telefonów komórkowych modelem J100,
- wrzesień 2005: premiera pierwszego akceleratora PhysX,
- grudzień 2005: wejście na rynek telewizorów LCD modelem TLW32001, na początku dostępny tylko na rynku tajwańskim,
- 9 marca 2006: ASUS jednym z pierwszych producentów modelu Microsoft Origami, razem z Samsungiem i Founderem. Urządzenia Samsunga i ASUS-a na rynku w kwietniu 2006,
- W 2006 roku produkty marki ASUS zdobyły 2168 nagród, co daje średnio 5 nagród dziennie m.in.: BusinessWeek umieściła markę ASUS na liście “InfoTech 100”, czytelnicy portalu Tom’s Hardware Guide wybrali ASUS-a najlepszą marką płyt głównych i kart graficznych, a Wall Street Journal uznała ASUS-a jako numer 1 na świecie pod względem jakości,
- 5 czerwca 2007: ASUS przedstawia Eee PC na targach COMPUTEX Taipei 2007,
- 9 września 2007: ASUS rozpoczyna wsparcie dla standardu Blu-ray wprowadzając napęd BD-ROM/DVD (BC-1205PT) oraz kilka notebooków obsługujących tę technologię,
- 31 października 2007: ASUS wchodzi na rynek Wielkiej Brytanii ze smartfonami i urządzeniami PDA,
- 3 stycznia 2008: ASUS oficjalnie podzielił się na trzy firmy: ASUSteK, Pegatron i Unihan.

## Podział firmy ASUS
W styczniu 2008 roku z ASUSTeK Computer Inc. wyodrębniły się dwie nowe spółki odpowiedzialne za realizowanie zamówień zewnętrznych zleceniodawców: Pegatron (produkcja komputerów) i Unihan (produkcja obudów, podzespołów i artykułów niezwiązanych z komputerami). Podział ten został wymuszony przez firmę Dell, która uzależniała od tego dalsze zamówienia na dostawy 14-calowych laptopów.

## Green ASUS
W roku 2000 przedsiębiorstwo wyszło z inicjatywą o nazwie Green ASUS, mającą na celu złagodzenie wpływu komputerów na środowisko. Green ASUS, nadzorowany przez prezesa ASUSTeK Computer Inc., Jonney Shih, działa w czterech sferach:
- Zielone projektowanie (Green Design) – opracowywanie produktów, które można łatwo używać jako surowce wtórne, zwiększanie ich wydajności i egzekwowanie przestrzegania przepisów dotyczących substancji niebezpiecznych,
- Zielona produkcja (Green Manufacturing) – wdrażanie bardziej ekologicznych procesów produkcyjnych – na przykład bez użycia ołowiu i halogenu,
- Zielone zaopatrzenie (Green Procurement) – nadzorowanie sieci ekologicznych dostawców i utrzymywanie bazy danych z dostawcami przyjaznego dla środowiska sprzętu,
- Zielone usługi i marketing (Green Services and Marketing) – wspieranie programów recyklingowych i organizacji charytatywnych poprzez te programy.

### Osiągnięcia programu

#### Zwiększanie ograniczeń
Dyrektywa RoHS zabrania stosowania 6 substancji niebezpiecznych. Firma ASUS we własnym zakresie dodaje do tej listy kolejnych 31 substancji, aby zapewnić bezpieczeństwo swoim klientom i pracownikom, oraz aby chronić Ziemię.

#### Certyfikat IECQ HSPM przyznany siedzibie głównej i zakładom produkcyjnym
Siedziba główna i zakłady produkcyjne firmy ASUS otrzymały certyfikat IECQ (IEC Quality Assessment System for Electronic Components) HSPM (Hazardous Substance Process Management). IECQ niezależnie weryfikuje i zaświadcza, że elementy elektroniczne, materiały i procedury są zgodne z odpowiednimi normami, specyfikacjami i innymi dokumentami.

#### Firma przyjazna środowisku
Firma ASUS została uznana za przyjazną środowisku firmę z branży komputerów i urządzeń peryferyjnych; status ten przyznała agencja Oekom Research AG – niezależna instytucja badawcza zajmująca się ocenianiem odpowiedzialności korporacji.

### Kalendarium
2011
- Nagroda 2011 Energy Star za doskonałej jakości, oszczędne produkty elektroniczne
- Nagroda „Green ICT Award” za monitor VW247H-HF i bambusowy notebook U43SD

2010
- Pierwszy z 10 najlepszych producentów sprzętu komputerowego, który otrzymał wyróżnienie Japan Eco Mark
- Twórca pierwszej na świecie płyty głównej bez halogenu (P7P55D-E/HF)
- Twórca pierwszego na świecie monitora Full HD 1080p LCD bez halogenu (VW247H-HF)
- Notebook U53Jc otrzymał certyfikat śladu węglowego PAS 2050/ ISO14067
- Notebook UL30A oraz monitor VW247H-HF uznane za najbardziej przyjazne dla środowiska produkty w swoich kategoriach w sondażu „2010 Greenpeace Electronics Survey”
- Dołączenie do sondażu Taiwan CSR tworzonego przez „Great Vision Magazine”, wyróżnienie CSR Excellence w branży IT
- Dołączenie do sondażu CSR Citizenship tworzonego przez „CommonWealth Maganize” w 2010 roku, lista 10 najlepszych firm

2009
- Wprowadzenie procesów produkcji bez zastosowania halogenu
- Otrzymanie złotej kategorii EPEAT dla netbooków Eee PC Seashell i dziewięciu monitorów LCD
- Stworzenie pierwszego na świecie notebooka (N51V), który otrzymał certyfikat Environmental Product Declaration (EPD) i zaświadczenie śladu węglowego (PAS 2050:2008)
- Otrzymanie certyfikatu EU Flower za notebooki z serii U oraz nettopy EeeBox PC

2008
- Otrzymanie certyfikatu EuP za notebooki z serii N
- Otrzymanie certyfikatu EU Flower za notebooki z serii N i Bamboo
- Otrzymanie złotej kategorii EPEAT dla notebooków z serii N i Bamboo
- Opracowanie technologii Super Hybrid Engine dla notebooków i EPU II-6 Engine dla płyt głównych
- Stworzenie oszczędzającego energię monitora VH192C/SC

2007
- Opracowanie technologii ASUS AI Gear 2 dla płyt głównych
- Otrzymanie certyfikatu IECQ HSPM dla siedziby głównej i zakładów produkcyjnych
- Wprowadzenie systemu Zielonego Projektowania (Green Design) do procesów produkcyjnych
- Rozpoczęcie programu recyklingowego w Stanach Zjednoczonych

2005
- Opracowanie technologii ASUS AI Gear dla płyt głównych

2004
- Opracowanie technologii Power4Gear Plus dla notebooków
- Wprowadzenie płyt głównych niezawierających ołowiu

2000
- Opracowanie technologii Power4Gear dla notebooków[3]